# ترجمه قرآن به زبان انگلیسی
نیمه دوم قرن بیستم، دوران اوج ترجمه قرآن به انگلیسی بود. فضل‌الله نیک‌آیین، سخنران، مترجم و زبان‌شناس ایرانی مقیم شیکاگو، اولین ترجمه منظوم قرآن به زبان انگلیسی را در مارس سال ۲۰۰۰ عرضه کرد. طرح کتابت ترجمه انگلیسی قرآن به شیوه خوشنویسی لاتین توسط مجتبی کرمی برای اولین بار در دنیا براساس ترجمه علیقلی قرایی در سال ۱۳۸۷ اجرا شد. از مترجمان قرآن به زبان انگلیسی می‌توان به این افراد اشاره کرد: آلفرد گیوم، آرتور آربری، جرج سیل، محمد مارمادوک پیکتال، ریچارد بل، محمد حبیب شاکر، عبدالله یوسف‌علی، لاله بختیار، محمد سرور و علی سلامی.

## ترجمه‌های کامل قرآن به زبان انگلیسی
| ردیف | مترجم قرآن                           | نام کامل                         | عنوان ترجمه                       | عنوان کامل ترجمه                                             | توضیحات | تاریخ و محل چاپ                                                             |
| ---- | ------------------------------------ | -------------------------------- | --------------------------------- | ------------------------------------------------------------ | --- | --------------------------------------------------------------------------- |
| ۱    | آرتور جان آربری                      | Arthor John Arberry              | قرآن مترجم                        | The Koran interpreted                                        | فاقد یادداشت‌های توضیحی ولی دارای مقدمه راجع به اهمیت سبک قرآن                                                                                                 | چاپ‌ها متعدد در تاریخ‌ها مختلف                                                |
| ۲    | ابوشبابه                             |                                  | قرآن کریم                         |                                                              | همراه متن عربی و تفسیر کوتاه به عنوان «المنتخب» | قاهره، ۱۹۹۳                                                                 |
| ۳    | میرزا ابوالفضل                       |                                  | قرآن کریم                         | The Quran                                                    | ترجمه از عربی به انگلیسی با متن و حواشی مختصر |                                                                             |
| ۴    | اثر حسین                             |                                  | پیام قرآن                         | The Message of Quran                                         | | لاهور، بنیاد کتاب اسلامی، ۱۹۷۴                                              |
| ۵    | میر احمد علی                         |                                  | قرآن مجید                         | The Holy Quran                                               | ترجمه و تفسیر به زبان انگلیسی، با متن عربی و حواشی حاجی میرزا مهدی پویای یزدی                                                                                 | کراچی، ۱۹۹۶                                                                 |
| ۶    | تامس بالانتین اروینگ (حاج تعلیم علی) | T. B. Irving                     | قرآن کریم                         |                                                              | بدون متن و یاداشت‌های توضیحی | ورمانت، ۱۹۸۵ و با تجدید نظر و بهسازی مترجم: تهران، دفتر پژوهش و نشر سهروردی |
| ۷    | محمد فاروق اعظم ملک                  |                                  | ترجمه معانی قرآن کریم (هدی للنّاس) |                                                              | همراه با تقریظی از دانشگاه الازهر (قاهره) و دانشگاه بین‌المللی اسلامی پاکستان، فهرست تفصیلی محتوای سوره‌ها، معرفی تقسیم‌بندی‌ها قرآن و واژه‌نامه اصطلاحات قرآنی و… |                                                                             |
| ۸    | احمد شیخ انیس                        |                                  | جمال قرآن                         | Jamal-ul-Qur`an                                              | ترجمه به زبان انگلیسی از روی ترجمه اردوی پیر محمد شاه ازهری، با مقدمه مفصل پیر محمد و…                                                                        | لاهور و کراچی (پاکستان) انتشارات ضیاءقرآن، ۲۰۰۰                             |
| ۹    | علی اوزک و دیگران                    |                                  | قرآن کریم                         |                                                              | همراه متن عربی و مطالب توضیحی مختصر | استانبول، ۱۹۹۴                                                              |
| ۱۰   | ا. رحمن ای دوی                       |                                  | قرآن کریم                         |                                                              | همراه متن عربی، ترجمه و تلفظ به زبان انگلیسی | آمریکا، ۱۹۸۰                                                                |
| ۱۱   | اکبر ایران‌پناه                       |                                  | قرآن انگلیسی                      |                                                              | تلفظ با الفبای لاتین، ترجمه به زبان انگلیسی | تهران، ۱۳۶۲                                                                 |
| ۱۲   | ویلیام بدول                          | William Bedwell                  | قرآن کریم                         |                                                              | ترجمه به زبان انگلیسی | فاقد مشخصات چاپ                                                             |
| ۱۳   | ریچارد بل                            | Richard Bell                     | قرآن، همراه با آرایش مجدد سوره‌ها  |                                                              | ترجمه به زبان انگلیسی | ادینبورگ (اسکاتلند) ۱۹۳۷ و ۱۹۳۹ و با تجدید نظر مونتگمری وات ۱۹۷۰            |
| ۱۴   | ادوارد هنری پالمر (پامر)             | E. H. Palmer                     | قرآن مجید                         | The Qur`an                                                   | ترجمه به زبان انگلیسی، با ویرایش ماکس مولر | چاپ‌های متعدد در تاریخ‌ها و جاهای مختلف                                       |
| ۱۵   | اس.ال. پول                           | S. L. Pool                       | قرآن کریم                         |                                                              | ترجمه انگلیسی جورج سیل، با مقدمه پول | لندن، ۱۸۷۹                                                                  |
| ۱۶   | ویلیام پیکتال (محمد مارمادوک)        | W. Pikthall (Mohammad Marmaduke) | معنی قرآن مجید                    | The Meaning of the Glorious Koran                            | | چاپ‌های متعدد در تاریخ‌ها و جاهای مختلف (چاپ اول، لندن، ۱۹۲۸)                 |
| ۱۷   | کولین ترنر                           |                                  | قرآن کریم                         |                                                              | ترجمه به زبان انگلیسی از روی ترجمه فارسی محمدباقر بهبودی | انگلستان، ۱۹۹۷                                                              |
| ۱۸   | ر. تیلور                             |                                  | قرآن کریم                         |                                                              | ترجمه به زبان انگلیسی از روی ترجمه فرانسوی آندره دوریه | ۱۶۸۸                                                                        |
| ۱۹   | علی احمدخان جالندهری                 |                                  | ترجمه قرآن کریم                   | Translation of the Glorious Holy Quran                       | ترجمه و تفسیر به زبان انگلیسی | لاهور، بعثه جهانی اسلامی، ۱۹۶۲، ۱۹۶۳، ۱۹۷۸                                  |
| ۲۰   | لعل‌محمد چولا                         |                                  | قرآن کریم                         |                                                              | ترجمه به زبان انگلیسی | دمشق، دالفکر، ۱۹۶۶                                                          |
| ۲۱   | محمدعلی حبیب                         |                                  | قرآن مجید                         | The Holy Quran                                               | ترجمه به زبان انگلیسی با متن عربی، یاداشت‌های پاورقی از ح.م. شاکر،                                                                                             | کراچی، تاج                                                                  |
| ۲۲   | میرزا حیرت دهلوی                     |                                  | قرآن کریم                         | The Holy Quran                                               | ترجمه جمعی از شرق‌شناسان. ویراسته میرزا حیرت دهلوی | دهلی، ۱۹۱۲                                                                  |
| ۲۳   | م.م. خطیب                            |                                  | قرآن مجید، ترجمه معانی و تفسیر    |                                                              | شامل مقدمه‌ای دربارهٔ اسلام و سیره نبوی و یادداشت‌های توضیحی | لندن، ۱۹۸۶                                                                  |
| ۲۴   | ان. اچ. داوود                        | N. H. Dawood                     | قرآن مجید                         | The Koran                                                    | ترجمه به انگلیسی | چاپ‌های متعدد در لند و بالتیمور در زمان‌های مختلف                             |
| ۲۵   | عبدالماجد (عبدالمجید) دریابادی       |                                  | قرآن کریم                         |                                                              | ترجمه به زبان انگلیسی همراه تفسیر | لاهور، ۱۹۴۱–۱۹۵۷ (۴بار به چاپ رسیده)                                        |
| ۲۶   | جان میدوز رادول                      | John Medows Rodwell              | قرآن مجید                         | The Koran                                                    | ترجمه عربی به انگلیسی، ترتیب سوره‌ها بر حسب نزول، با یادداشت‌ها و فهرست                                                                                         | بارها چاپ در لندن و نیویورک در تاریخ‌های مختلف                               |
| ۲۷   | الکساندر راس                         | Alexsander Ross                  | قرآن محمد                         | The Alcoran of Mahomet                                       | ترجمه به انگلیسی از روی ترجمه فرانسوی آندره دوریه با مقدمه‌ای در سیرت پیامبر اسلام و مطالبی راجع به قرائت قرآن                                                 | چاپ‌های متعدد در زمان‌های مختلف در آمریکا و انگلستان                          |
| ۲۸   | رشید سعید کساب                       |                                  | قرآن کریم                         |                                                              | همراه متن عربی و پاورقی توضیحی در بیشتر صفحات | اردن ۱۹۹۴                                                                   |
| ۲۹   | سیدمحمد رضوی                         |                                  | قرآن کریم                         |                                                              | بدون متن عربی به زبان انگلیسی | کانادا، ۱۹۸۵                                                                |
| ۳۰   | سموئیل زویمر                         | Samuel Zwemer                    | قرآن کریم                         |                                                              | ترجمه آیات انگلیسی | ۱۹۱۵                                                                        |
| ۳۱   | میکائیل سلز                          | Michael Sells                    | رهیافتی به آیات نازل شده قرآن     | Approaching The Quran: the Early Revelations                 | | آرگون (کانادا)، White Could Press، ۱۹۹۹                                     |
| ۳۲   | ام.اچ. سلی‌کیو                        | M. H. Slykiv                     |                                   | The Holy Quran Arabic Text and English Translation Footnotes | |                                                                             |
| ۳۸   | س.م. عبدالحمید                       |                                  | قرآن الهی                         | The Divin Quran                                              | ترجمه به زبان انگلیسی با متن عربی و یاداشت‌های کوتاه توضیحی | داکا، انجمن تبلیغ اسلامی، ۱۹۶۲–۱۹۶۸                                         |
| ۳۹   | جورج سیل                             | George Sale                      | قرآن مجید                         | The Holy Quran                                               | با دستور ویژه و تجدید نظر و مقایسه با ترجمه‌های گذشته | چاپ‌های متعدد در تاریخ‌های مختلف و جاهای مختلف                                |
| ۴۰   | محمد شاکر                            | Mohammad S. (H.) Shakir          | قرآن مجید                         | The Glorious Qur`an                                          | ترجمه به زبان انگلیسی با اقتباس از ترجمه انگلیسی محمدعلی لاهوری                                                                                               | نیویورک ۱۹۸۲، قم ۱۳۸۰/۲۰۰۱                                                  |
| ۴۱   | شاه فریدالحق                         |                                  | قرآن کریم                         |                                                              | ترجمه به انگلیسی از روی ترجمه اردوی رضاخان بریلوی (کنزالایمان)                                                                                                | بمبئی، ۱۹۸۸                                                                 |
| ۴۱   | شیر علی                              |                                  | قرآن مجید                         | The Holy Qur`an                                              | ترجمه به زبان انگلیسی با متن عربی، به اهتمام میرزا بشیرالدین محمود احمد                                                                                       | چاپ‌هیا متعدد در زمان‌های مختلف در هند و پاکستان                              |
| ۴۲   | سیدعباس صدرعاملی                     |                                  | قرآن کریم                         |                                                              | ترجمه و تفسیر به زبان انگلیسی | اصفهان، ۱۹۹۴                                                                |
| ۴۳   | صلاح‌الدین پیر                        |                                  | قرآن شگفت‌انگیز                    | The Wonderful Koran                                          | | امین‌آباد (پنجاب پاکستان)، ۱۹۶۰–۱۹۷۱                                         |
| ۴۴   | محمد ضفرالله‌خان                      |                                  | قرآن مجید                         | The Qur`an                                                   | ترجمه به زبان انگلیسی | چاپ‌های مختلف در لندن و نیویورک                                              |
| ۴۵   | عبدالطیف                             |                                  | القرآن                            | Al-Qur`an                                                    | ترجمه به زبان انگلیسی از روی تفسیر اردوی ابوالکلام آزاد | حیدرآباد، آکادمی مطالعات اسلامی، ۱۹۶۹                                       |
| ۴۶   | عبدالله یوسف‌علی                      |                                  | قرآن جلیل                         | The Glorious Qur`an                                          | ترجمه به زبان انگلیسی | چاپ‌های متعدد در تاریخ‌ها و جاهای مختلف                                       |
| ۵۹   | لاله مهری بختیار                     | Laleh Mehree Bakhtiar            | قرآن برین                         | The Sublime Quran                                            | | ۲۰۰۷، آمریکا                                                                |
| ۶۰   | علی سلامی                            | Ali Salami                       | قرآن شگرف                         | The Magnificent Qur'an                                       | ترجمه به انگلیسی | ۲۰۱۶، آمریکا                                                                |